# Насі лемак

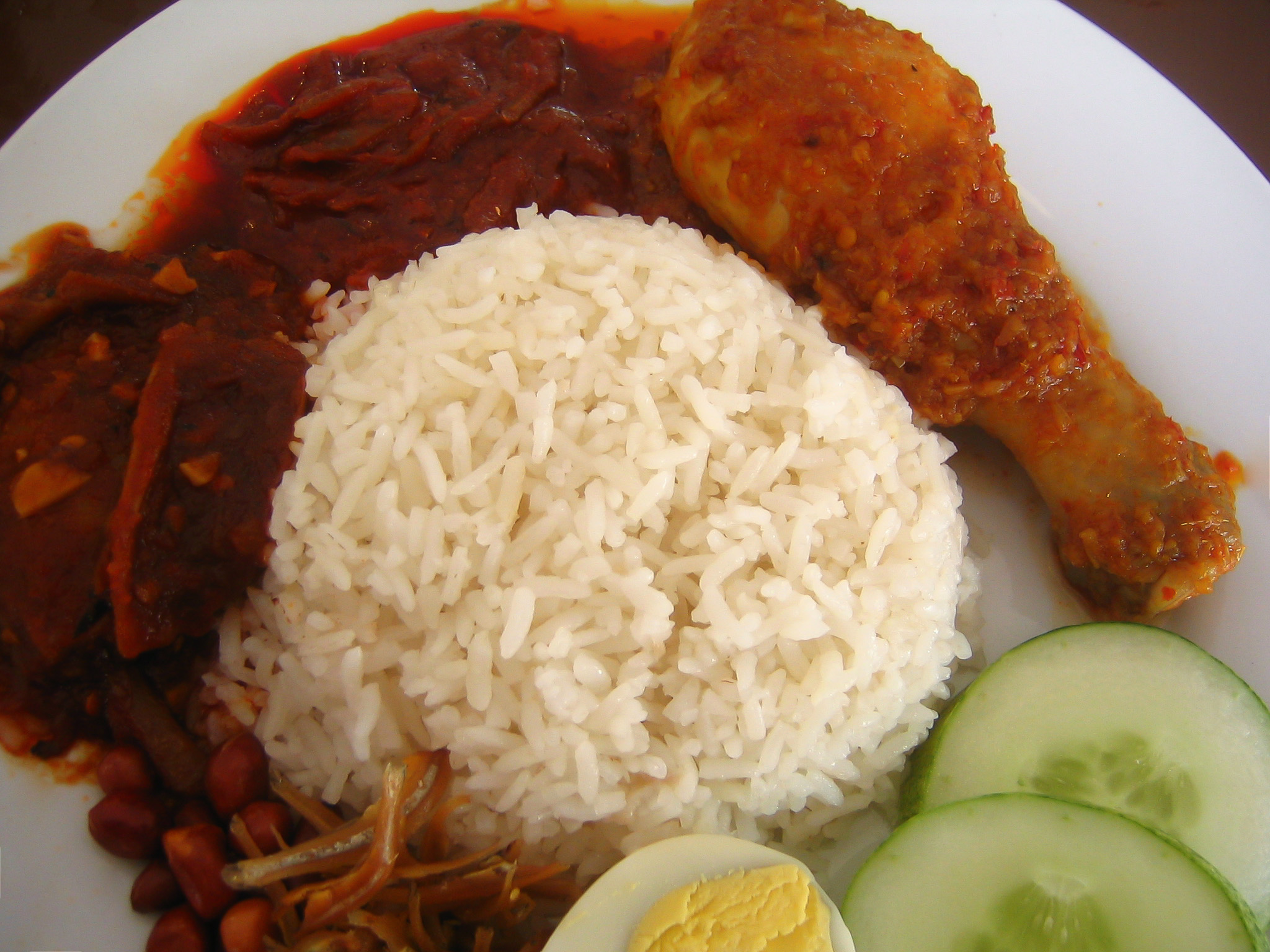
Типовий насі лемак

Насі лемак (з малайської мови смажений рис) — традиційна страва Малайзії. Спочатку була традиційною стравою малайців, але з часом стала популярною серед усіх етнічних груп країни. Також поширена в сусідніх країнах: Сингапурі, Брунеї, півдні Таїланду, Індонезії — в певних регіонах острову Суматра.
Насі лемак — це рис, варений в кокосовому молоці та листі пандану, який подається з гострим соусом самбал. Це є основні інгредієнти страви, які ніколи не змінюються. Також дуже часто до нього додають смажений арахіс, смажені анчоуси, трохи овочів, зазвичай огірок, варене яйце (часто половину) та смажену курку. Рідше зустрічаються також варіації, коли замість смаженої курки подають інше м'ясо чи морепродукти, а замість вареного яйця — смажене.

## Здоров'я
У березні 2016 року журнал TIME назвав насі-лемак однією з 10 найкорисніших міжнародних страв для сніданку. Однак, ця думка може вводити в оману, оскільки автор, можливо, посилався на «здоровішу» і зменшену версію страви і порівнював її з великим американським сніданком (смажений бекон, яйця, млинці/оладки). Одна повнорозмірна порція насі-лемака з додаванням смаженої курки, м'яса чи риби може становити від 800 до 1000 калорій. Рис з кокосовим молоком також містить насичений жир, інгредієнт, пов'язаний із проблемами зі здоров'ям, включаючи діабет.